# Campeonato Mundial Junior de Patinaje Artístico sobre Hielo

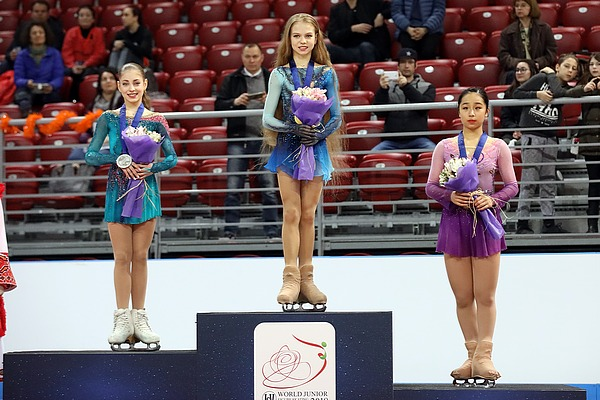
Campeonato 2018 - Medallistas en categoría individual femenino.

El Campeonato Mundial Junior de Patinaje Artístico sobre Hielo es una competición deportiva anual organizada por la Unión Internacional de Patinaje sobre Hielo (ISU), en la cual se otorgan cuatro títulos en las cuatro disciplinas del patinaje artístico sobre hielo: individual masculino, individual femenino, parejas y danza.
Las tres primeras ediciones del campeonato se celebraron en 1976, 1977 y 1978 en Megève (Francia).

## Historia
La Unión Internacional de Patinaje sobre Hielo (ISU) aprobó un decreto sobre el establecimiento del Campeonato Mundial Junior de Patinaje Artístico sobre Hielo en 1975. (En aquel entonces los campeonatos nacionales juveniles se celebraban ya en varios países.) Se decidió organizar en Megève (Francia) en 1976 y 1977 dos campeonatos de prueba a ver cómo salen. La calidad del patinaje en estas dos competiciones superó las expectativas.

## Medallistas

### Masculino
| Año  | Sede             | Oro                    | Plata                  | Bronce              |
| ---- | ---------------- | ---------------------- | ---------------------- | ------------------- |
| 1976 | Megève           | Mark Cockerell         | Takashi Mura           | Brian Pockar        |
| 1977 | Megève           | Daniel Beland          | Mark Pepperday         | Richard Furrer      |
| 1978 | Megève           | Dennis Coi             | Vladímir Kotin         | Brian Boitano       |
| 1979 | Augsburgo        | Vitali Yegórov         | Bobby Beauchamp        | Aleksandr Fadéyev   |
| 1980 | Megève           | Aleksandr Fadéyev      | Vitali Yegórov         | Falko Kirsten       |
| 1981 | London (Ontario) | Paul Wylie             | Yuri Bureiko           | Scott Williams      |
| 1982 | Oberstdorf       | Scott Williams         | Paul Guerrero          | Alexander König     |
| 1983 | Sarajevo         | Christopher Bowman     | Philippe Roncoli       | Nils Köpp           |
| 1984 | Sapporo          | Víktor Petrenko        | Marc Ferland           | Tom Cierniak        |
| 1985 | Colorado Springs | Erik Larson            | Vladímir Petrenko      | Rudy Galindo        |
| 1986 | Sarajevo         | Vladímir Petrenko      | Rudy Galindo           | Yuri Tsymbaliúk     |
| 1987 | Kitchener        | Rudy Galindo           | Todd Eldredge          | Yuri Tsymbaliúk     |
| 1988 | Brisbane         | Todd Eldredge          | Viacheslav Zagorodniúk | Yuri Tsymbaliúk     |
| 1989 | Sarajevo         | Viacheslav Zagorodniúk | Shepherd Clark         | Masakazu Kagiyama   |
| 1990 | Colorado Springs | Ígor Pashkévich        | Alekséi Urmánov        | John Baldwin Jr.    |
| 1991 | Budapest         | Vasili Yeriómenko      | Aleksandr Abt          | Nicolas Pétorin     |
| 1992 | Hull             | Dmitri Dmitrenko       | Konstantín Kostin      | Damon Allen         |
| 1993 | Seúl             | Yevgueni Pliuta        | Michael Weiss          | Iliá Kulik          |
| 1994 | Colorado Springs | Michael Weiss          | Naoki Shigematsu       | Jere Michael        |
| 1995 | Budapest         | Iliá Kulik             | Thierry Cerez          | Seiichi Suzuki      |
| 1996 | Brisbane         | Alekséi Yagudin        | Takeshi Honda          | Guo Zhengxin        |
| 1997 | Seúl             | Yevgueni Pliúshchenko  | Timothy Goebel         | Guo Zhengxin        |
| 1998 | Saint John       | Derrick Delmore        | Serguéi Davýdov        | Li Yunfei           |
| 1999 | Zagreb           | Iliá Klimkin           | Vincent Restencourt    | Yosuke Takeuchi     |
| 2000 | Oberstdorf       | Stefan Lindemann       | Vincent Restencourt    | Matthew Savoie      |
| 2001 | Sofía            | Johnny Weir            | Evan Lysacek           | Vincent Restencourt |
| 2002 | Hamar            | Daisuke Takahashi      | Kevin van der Perren   | Stanislav Timchenko |
| 2003 | Ostrava          | Aleksandr Shubin       | Evan Lysacek           | Alban Préaubert     |
| 2004 | La Haya          | Andréi Griázev         | Evan Lysacek           | Jordan Brauninger   |
| 2005 | Kitchener        | Nobunari Oda           | Yannick Ponsero        | Serguéi Dobrin      |
| 2006 | Liubliana        | Takahiko Kozuka        | Serguéi Vóronov        | Yannick Ponsero     |
| 2007 | Oberstdorf       | Stephen Carriere       | Patrick Chan           | Serguéi Vóronov     |
| 2008 | Sofía            | Adam Rippon            | Artiom Borodulin       | Guan Jinlin         |
| 2009 | Sofía            | Adam Rippon            | Michal Březina         | Artiom Grigóriev    |
| 2010 | La Haya          | Yuzuru Hanyu           | Song Nan               | Artur Gachinski     |
| 2011 | Gangneung        | Andrei Rogozine        | Keiji Tanaka           | Alexander Majorov   |
| 2012 | Minsk            | Yan Han                | Joshua Farris          | Jason Brown         |
| 2013 | Milán            | Joshua Farris          | Jason Brown            | Shotaro Omori       |
| 2014 | Sofía            | Nam Nguyen             | Adián Pitkéyev         | Nathan Chen         |
| 2015 | Tallin           | Shoma Uno              | Jin Boyang             | Sōta Yamamoto       |
| 2016 | Debrecen         | Daniel Samojin         | Nicolas Nadeau         | Tomoki Hiwatashi    |
| 2017 | Taipéi           | Vincent Zhou           | Dmitri Alíyev          | Aleksandr Samarin   |
| 2018 | Sofía            | Alekséi Yerójov        | Artur Danielián        | Matteo Rizzo        |
| 2019 | Zagreb           | Tomoki Hiwatashi       | Román Savosin          | Daniel Grassl       |
| 2020 | Tallin           | Andréi Mozaliov        | Yuma Kagiyama          | Piotr Guménnik      |
| 2021 | Harbin           |                        |                        |                     |

### Femenino
| Año  | Sede             | Oro                   | Plata                   | Bronce               |
| ---- | ---------------- | --------------------- | ----------------------- | -------------------- |
| 1976 | Megève           | Suzie Brasher         | Garnet Ostermeier       | Tracey Solomons      |
| 1977 | Megève           | Carolyn Skoczen       | Christa Jorda           | Corine Wyrsch        |
| 1978 | Megève           | Jill Sawyer           | Kira Ivanova            | Petra Ernert         |
| 1979 | Augsburgo        | Elaine Zayak          | Manuela Ruben           | Jacki Farrell        |
| 1980 | Megève           | Rosalynn Sumners      | Kay Thomson             | Carola Paul          |
| 1981 | London (Ontario) | Tiffany Chin          | Marina Serova           | Anna Antónova        |
| 1982 | Oberstdorf       | Janina Wirth          | Cornelia Tesch          | Elizabeth Manley     |
| 1983 | Sarajevo         | Simone Koch           | Karin Hendschke         | Parthena Sarafidis   |
| 1984 | Sapporo          | Karin Hendschke       | Simone Koch             | Midori Ito           |
| 1985 | Colorado Springs | Tatiana Andréyeva     | Susanne Becher          | Natalia Gorbenko     |
| 1986 | Sarajevo         | Natalia Gorbenko      | Susanne Becher          | Linda Florkevich     |
| 1987 | Kitchener        | Cindy Bortz           | Susanne Becher          | Shannon Allison      |
| 1988 | Brisbane         | Kristi Yamaguchi      | Junko Yaginuma          | Yukiko Kashihara     |
| 1989 | Sarajevo         | Jessica Mills         | Junko Yaginuma          | Surya Bonaly         |
| 1990 | Colorado Springs | Yuka Sato             | Surya Bonaly            | Tanja Krienke        |
| 1991 | Budapest         | Surya Bonaly          | Lisa Ervin              | Chen Lu              |
| 1992 | Hull             | Laëtitia Hubert       | Lisa Ervin              | Chen Lu              |
| 1993 | Seúl             | Kumiko Koiwai         | Lisa Ervin              | Tanja Szewczenko     |
| 1994 | Colorado Springs | Michelle Kwan         | Krisztina Czakó         | Irina Slútskaya      |
| 1995 | Budapest         | Irina Slútskaya       | Yelena Ivanova          | Krisztina Czakó      |
| 1996 | Brisbane         | Yelena Ivanova        | Yelena Pingachova       | Nadezhda Kanáyeva    |
| 1997 | Seúl             | Sydne Vogel           | Yelena Sokolova         | Yelena Ivanova       |
| 1998 | Saint John       | Yúliya Soldátova      | Yelena Ivanova          | Viktóriya Volchkova  |
| 1999 | Zagreb           | Daria Timoshenko      | Sarah Hughes            | Viktóriya Volchkova  |
| 2000 | Oberstdorf       | Jennifer Kirk         | Deanna Stellato         | Sarah Meier          |
| 2001 | Sofía            | Kristina Óblasova     | Ann Patrice McDonough   | Susanna Pöykiö       |
| 2002 | Hamar            | Ann Patrice McDonough | Yukari Nakano           | Miki Ando            |
| 2003 | Ostrava          | Yukina Ota            | Miki Ando               | Carolina Kostner     |
| 2004 | La Haya          | Miki Ando             | Kimmie Meissner         | Katy Taylor          |
| 2005 | Kitchener        | Mao Asada             | Yuna Kim                | Emily Hughes         |
| 2006 | Liubliana        | Yuna Kim              | Mao Asada               | Christine Zukowski   |
| 2007 | Oberstdorf       | Caroline Zhang        | Mirai Nagasu            | Ashley Wagner        |
| 2008 | Sofía            | Rachael Flatt         | Caroline Zhang          | Mirai Nagasu         |
| 2009 | Sofía            | Aliona Leónova        | Caroline Zhang          | Ashley Wagner        |
| 2010 | La Haya          | Kanako Murakami       | Agnes Zawadzki          | Polina Agafónova     |
| 2011 | Gangneung        | Adelina Sótnikova     | Yelizaveta Tuktamýsheva | Agnes Zawadzki       |
| 2012 | Minsk            | Yúliya Lipnítskaya    | Gracie Gold             | Adelina Sótnikova    |
| 2013 | Milán            | Yelena Radiónova      | Yúliya Lipnítskaya      | Anna Pogorílaya      |
| 2014 | Sofía            | Yelena Radiónova      | Serafima Sajanóvich     | Yevguéniya Medvédeva |
| 2015 | Tallin           | Yevguéniya Medvédeva  | Serafima Sajanóvich     | Wakaba Higuchi       |
| 2016 | Debrecen         | Marin Honda           | Mariya Sótskova         | Wakaba Higuchi       |
| 2017 | Taipéi           | Alina Zaguítova       | Marin Honda             | Kaori Sakamoto       |
| 2018 | Sofía            | Aleksandra Trúsova    | Aliona Kostornaya       | Mako Yamashita       |
| 2019 | Zagreb           | Aleksandra Trúsova    | Anna Shcherbakova       | Ting Cui             |
| 2020 | Tallin           | Kamila Valíyeva       | Daria Usachova          | Alysa Liu            |
| 2021 | Harbin           |                       |                         |                      |

### Parejas
| Año  | Sede             | Oro                                           | Plata                                    | Bronce                                        |
| ---- | ---------------- | --------------------------------------------- | ---------------------------------------- | --------------------------------------------- |
| 1976 | Megève           | Sherri Baier / Robin Cowan                    | Lorene Mitchell / Donald Mitchell        | Elizabeth Cain / Peter Cain                   |
| 1977 | Megève           | Josée France / Paul Mills                     | Elga Balk / Gavin MacPherson             | no había otros competidores                   |
| 1978 | Megève           | Barbara Underhill / Paul Martini              | Jana Bláhová / Luděk Feňo                | Beth Flora / Ken Flora                        |
| 1979 | Augsburgo        | Veronika Pérshina / Marat Akbárov             | Larisa Selezniova / Oleg Makárov         | Lori Baier / Lloyd Eisler                     |
| 1980 | Megève           | Larisa Selezniova / Oleg Makárov              | Marina Nikitiúk / Rashid Kadyrkáyev      | Kathia Dubec / Xavier Douillard               |
| 1981 | London (Ontario) | Larisa Selezniova / Oleg Makárov              | Lorri Baier / Lloyd Eisler               | Marina Nikitiúk / Rashid Kadyrkáyev           |
| 1982 | Oberstdorf       | Marina Avstríyskaya / Yuri Kvashnín           | Inna Békker / Serguéi Lijanski           | Babette Preussler / Torsten Ohlow             |
| 1983 | Sarajevo         | Marina Avstríyskaya / Yuri Kvashnín           | Peggy Seidel / Ralf Seifert              | Inna Békker / Serguéi Lijanski                |
| 1984 | Sapporo          | Manuela Landgraf / Ingo Steuer                | Susan Dungjen / Jason Dungjen            | Olga Neizvéstnaya / Serguéi Judiakov          |
| 1985 | Colorado Springs | Yekaterina Gordéyeva / Serguéi Grinkov        | Irina Mironenko / Dmitri Shkídchenko     | Yelena Gud / Yevgueni Koltún                  |
| 1986 | Sarajevo         | Yelena Leónova / Guennadi Krasnitski          | Irina Mironenko / Dmitri Shkídchenko     | Yekaterina Murúgova / Artiom Torgashiov       |
| 1987 | Kitchener        | Yelena Leónova / Guennadi Krasnitski          | Yekaterina Murúgova / Artiom Torgashiov  | Kristi Yamaguchi / Rudy Galindo               |
| 1988 | Brisbane         | Kristi Yamaguchi / Rudy Galindo               | Yevguéniya Chernyshova / Dmitri Sujánov  | Yuliya Liashenko / Andréi Bushkov             |
| 1989 | Sarajevo         | Yevguéniya Chernyshova / Dmitri Sujánov       | Angela Caspari / Marno Kreft             | Irina Saifutdínova / Alekséi Tíjonov          |
| 1990 | Colorado Springs | Natalia Krestiáninova / Alekséi Torchinski    | Svetlana Prístav / Viacheslav Tkachenko  | Jennifer Heurlin / John Frederiksen           |
| 1991 | Budapest         | Natalia Krestiáninova / Alekséi Torchinski    | Svetlana Prístav / Viacheslav Tkachenko  | Jennifer Heurlin / John Frederiksen           |
| 1992 | Hull             | Natalia Krestiáninova / Alekséi Torchinski    | Caroline Haddad / Jean-Sebastien Fecteau | Svetlana Prístav / Viacheslav Tkachenko       |
| 1993 | Seúl             | Inga Kórshunova / Dmitri Savéliev             | Mariya Petrova / Antón Sijarulidze       | Isabelle Coulombe / Bruno Marcotte            |
| 1994 | Colorado Springs | Mariya Petrova / Antón Sijarulidze            | Caroline Haddad / Jean-Sebastien Fecteau | Galina Maniachenko / Yevgueni Zhigurski       |
| 1995 | Budapest         | Mariya Petrova / Antón Sijarulidze            | Danielle Hartsell / Steve Hartsell       | Yevguéniya Filonenko / Ígor Márchenko         |
| 1996 | Brisbane         | Viktóriya Maksiuta / Vladislav Zhovnirski     | Yevguéniya Filonenko / Ígor Márchenko    | Danielle Hartsell / Steve Hartsell            |
| 1997 | Seúl             | Danielle Hartsell / Steve Hartsell            | Mariya Petrova / Teimuraz Pulin          | Viktóriya Maksiuta / Vladislav Zhovnirski     |
| 1998 | Saint John       | Yúliya Obertás / Dmytró Palamarchuk           | Svetlana Nikoláyeva / Alekséi Sokolov    | Viktóriya Maksiuta / Vladislav Zhovnirski     |
| 1999 | Zagreb           | Yúliya Obertás / Dmytró Palamarchuk           | Laura Handy / Paul Binnebose             | Viktóriya Maksiuta / Vladislav Zhovnirski     |
| 2000 | Oberstdorf       | Aliona Sávchenko / Stanislav Morózov          | Yúliya Obertás / Dmitri Palamarchuk      | Yúliya Shapiro / Alekséi Sokolov              |
| 2001 | Sofía            | Zhang Dan / Zhang Hao                         | Yuko Kawaguchi / Aleksandr Markuntsov    | Kristen Roth / Michael McPherson              |
| 2002 | Hamar            | Yelena Riabchúk / Stanislav Zajárov           | Yúliya Karbóvskaya / Serguéi Slavnov     | Ding Yang / Ren Zhongfei                      |
| 2003 | Ostrava          | Zhang Dan / Zhang Hao                         | Ding Yang / Ren Zhongfei                 | Jennifer Don / Jonathon Hunt                  |
| 2004 | La Haya          | Natalia Shestakova / Pável Lébedev            | Jessica Dube / Bryce Davison             | Mariya Mujórtova / Maksim Trankov             |
| 2005 | Kitchener        | Mariya Mujórtova / Maksim Trankov             | Jessica Dubé / Bryce Davison             | Tatiana Kókoreva / Yegor Golovkin             |
| 2006 | Liubliana        | Julia Vlassov / Drew Meekins                  | Kendra Moyle / Andy Seitz                | Kséniya Krasílnikova / Konstantín Bezmáternyj |
| 2007 | Oberstdorf       | Keauna McLaughlin / Rockne Brubaker           | Vera Bazárova / Yuri Lariónov            | Kséniya Krasílnikova / Konstantín Bezmáternyj |
| 2008 | Sofía            | Kséniya Krasílnikova / Konstantín Bezmáternyj | Liubov Iliúshechkina / Nodari Maisuradze | Dong Huibo / Wu Yiming                        |
| 2009 | Sofía            | Liubov Iliúshechkina / Nodari Maisuradze      | Anastasiya Martiúsheva / Alekséi Rógonov | Marissa Castelli / Simon Shnapir              |
| 2010 | La Haya          | Sui Wenjing / Han Cong                        | Narumi Takahashi / Mervin Tran           | Kséniya Stolbova / Fiódor Klímov              |
| 2011 | Gangneung        | Sui Wenjing / Han Cong                        | Kséniya Stolbova / Fiódor Klímov         | Narumi Takahashi / Mervin Tran                |
| 2012 | Minsk            | Sui Wenjing / Han Cong                        | Yu Xiaoyu / Jin Yang                     | Vasilisa Davankova / Andréi Deputat           |
| 2013 | Milán            | Haven Denney / Brandon Frazier                | Margaret Purdy / Michael Marinaro        | Lina Fiódorova / Maksim Miroshkin             |
| 2014 | Sofía            | Yu Xiaoyu / Jin Yang                          | Yevguéniya Tarásova / Vladímir Morózov   | Mariya Vygálova / Yegor Zakróyev              |
| 2015 | Tallin           | Yu Xiaoyu / Jin Yang                          | Julianne Séguin / Charlie Bilodeau       | Lina Fiódorova / Maksim Miroshkin             |
| 2016 | Debrecen         | Anna Dušková / Martin Bidař                   | Anastasiya Míshina / Vladislav Mirzóyev  | Yekaterina Borísova / Dmitri Sópot            |
| 2017 | Taipéi           | Yekaterina Aleksandróvskaya / Harley Windsor  | Aleksandra Boikova / Dmitri Kozlovski    | Gao Yumeng / Xie Zhong                        |
| 2018 | Sofía            | Daria Pavliuchenko / Denís Jodykin            | Polina Kostiukóvich / Dmitri Ialin       | Anastasiya Míshina / Aleksandr Galiámov       |
| 2019 | Zagreb           | Anastasiya Míshina / Aleksandr Galiámov       | Apolináriya Panfílova / Dmitri Rýlov     | Polina Kostiukóvich / Dmitri Ialin            |
| 2020 | Tallin           | Apolináriya Panfílova / Dmitri Rýlov          | Kséniya Ajántieva / Valeri Kólesov       | Yúliya Artémieva / Mijaíl Nazárychev          |
| 2021 | Harbin           |                                               |                                          |                                               |

### Danza en hielo
| Año  | Sede             | Oro                                     | Plata                                      | Bronce                                    |
| ---- | ---------------- | --------------------------------------- | ------------------------------------------ | ----------------------------------------- |
| 1976 | Megève           | Kathryn Winter / Nicholas Slater        | Denise Best / David Dagnell                | Martine Olivier / Yves Tarayre            |
| 1977 | Megève           | Wendy Sessions / Mark Reed              | Karen Barber / Kim Spreyer                 | Marie McNeil / Robert McCall              |
| 1978 | Megève           | Tatiana Durásova / Serguéi Ponomarenko  | Kelly Johnson / Kris Barber                | Nathalie Hervé / Pierre Husarek           |
| 1979 | Augsburgo        | Tatiana Durásova / Serguéi Ponomarenko  | Yelena Batánova / Andréi Antónov           | Kelly Johnson / Kris Barber               |
| 1980 | Megève           | Yelena Batánova / Alekséi Soloviov      | Judit Péterfy / Csaba Bálint               | Renée Roca / Andrew Ouellette             |
| 1981 | London (Ontario) | Yelena Batánova / Alekséi Soloviov      | Natalia Ánnenko / Vadim Karkachiov         | Karyn Garossino / Rodney Garossino        |
| 1982 | Oberstdorf       | Natalia Ánnenko / Vadim Karkachov       | Tatiana Gladkova / Ígor Shpílband          | Lynda Malek / Alexander Miller            |
| 1983 | Sarajevo         | Tatiana Gladkova / Ígor Shpílband       | Yelena Nóvikova / Olég Blyajman            | Christina Yatsuhashi / Keith Yatsuhashi   |
| 1984 | Sapporo          | Yelena Krykánova / Yevgueni Plátov      | Christina Yatsuhashi / Keith Yatsuhashi    | Svetlana Liápina / Gueorgui Sur           |
| 1985 | Colorado Springs | Yelena Krykánova / Yevgueni Plátov      | Svetlana Liápina / Gueorgui Sur            | Doriane Bontemps / Charles Paliard        |
| 1986 | Sarajevo         | Yelena Krykánova / Yevgueni Plátov      | Svetlana Serkeli / Andréi Zharkov          | Corinne Paliard / Didier Courtois         |
| 1987 | Kitchener        | Ilona Melnichenko / Guennadi Kaskov     | Oksana Grishuk / Aleksandr Chichkov        | Catherine Pal / Donald Godfrey            |
| 1988 | Brisbane         | Oksana Grishuk / Aleksandr Chichkov     | Irina Antsíferova / Maksim Sevastiánov     | Mariya Orlova / Olég Ovsyánnikov          |
| 1989 | Sarajevo         | Anzhelika Kirjmáyer / Dmitri Lagutin    | Liudmila Beriózova / Vladímir Fiódorov     | Marina Morel / Gwendal Peizerat           |
| 1990 | Colorado Springs | Marina Anísina / Iliá Averbuj           | Yelena Kustarova / Serguéi Romashkin       | Marie-France Dubreuil / Bruno Yvars       |
| 1991 | Budapest         | Aliki Stergiadu / Yuri Razguliáyev      | Marina Morel / Gwendal Peizerat            | Yelena Kustarova / Serguéi Romashkin      |
| 1992 | Hull             | Marina Anísina / Iliá Averbuj           | Yaroslava Necháyeva / Yuri Chesnichenko    | Amelie Dion / Alexandre Alain             |
| 1993 | Seúl             | Yekaterina Svírina / Serguéi Sajnovski  | Sylwia Nowak / Sebastian Kolasiński        | Bérangère Nau / Luc Monéger               |
| 1994 | Colorado Springs | Sylwia Nowak / Sebastian Kolasiński     | Yekaterina Svírina / Serguéi Sajnovski     | Agnes Jacquemard / Alexis Gayet           |
| 1995 | Budapest         | Olga Sharutenko / Dmitri Naúmkin        | Stéphanie Guardia / Franck Laporte         | Iwona Filipowicz / Michał Szumski         |
| 1996 | Brisbane         | Yekaterina Davýdova / Román Kostomárov  | Isabelle Delobel / Olivier Schoenfelder    | Natalia Gúdina / Vitali Kurkudym          |
| 1997 | Seúl             | Nina Ulánova / Mijaíl Stifunin          | Oksana Potdýkova / Denís Petujov           | Agata Błażowska / Marcin Kozubek          |
| 1998 | Saint John       | Jessica Joseph / Charles Butler Jr.     | Federica Faiella / Luciano Milo            | Oksana Potdýkova / Denís Petujov          |
| 1999 | Zagreb           | Jamie Silverstein / Justin Pekarek      | Federica Faiella / Luciano Milo            | Natalia Romaniuta / Daniil Barántsev      |
| 2000 | Oberstdorf       | Natalia Romaniuta / Daniil Barántsev    | Emilie Nussear / Brandon Forsyth           | Tanith Belbin / Benjamin Agosto           |
| 2001 | Sofía            | Natalia Romaniuta / Daniil Barántsev    | Tanith Belbin / Benjamin Agosto            | Yelena Jaliávina / Maksim Shabalín        |
| 2002 | Hamar            | Tanith Belbin / Benjamin Agosto         | Yelena Jaliávina / Maksim Shabalín         | Yelena Romanóvskaya / Aleksandr Grachov   |
| 2003 | Ostrava          | Oksana Dómnina / Maksim Shabalín        | Nóra Hoffmann / Attila Elek                | Yelena Romanóvskaya / Aleksandr Grachov   |
| 2004 | La Haya          | Yelena Romanóvskaya / Aleksandr Grachov | Nóra Hoffmann / Attila Elek                | Morgan Matthews / Maksim Zavozin          |
| 2005 | Kitchener        | Morgan Matthews / Maksim Zavozin        | Tessa Virtue / Scott Moir                  | Anastasiya Gorshkova / Iliá Tkachenko     |
| 2006 | Liubliana        | Tessa Virtue / Scott Moir               | Natalia Mijáilova / Arkadi Serguéyev       | Meryl Davis / Charlie White               |
| 2007 | Oberstdorf       | Yekaterina Bobrova / Dmitri Soloviov    | Grethe Grünberg / Kristjan Rand            | Kaitlyn Weaver / Andrew Poje              |
| 2008 | Sofía            | Emily Samuelson / Evan Bates            | Vanessa Crone / Paul Poirier               | Kristina Gorshkova / Vitali Bútikov       |
| 2009 | Sofía            | Madison Chock / Greg Zuerlein           | Maia Shibutani / Alex Shibutani            | Yekaterina Riazánova / Jonathan Guerreiro |
| 2010 | La Haya          | Yelena Ilinyj / Nikita Katsalápov       | Alexandra Paul / Mitchell Islam            | Kséniya Monkó / Kiril Jaliavin            |
| 2011 | Gangneung        | Kséniya Monkó / Kiril Jaliavin          | Yekaterina Pushkash / Jonathan Guerreiro   | Charlotte Lichtman / Dean Copely          |
| 2012 | Minsk            | Viktóriya Sinítsina / Ruslán Zhiganshin | Aleksandra Stepánova / Iván Bukin          | Alexandra Aldridge / Daniel Eaton         |
| 2013 | Milán            | Aleksandra Stepánova / Iván Bukin       | Gabriella Papadakis / Guillaume Cizeron    | Alexandra Aldridge / Daniel Eaton         |
| 2014 | Sofía            | Kaitlin Hawayek / Jean-Luc Baker        | Anna Yanóvskaya / Serguéi Mozgov           | Madeline Edwards / Zhao Kai Pang          |
| 2015 | Tallin           | Anna Yanóvskaya / Serguéi Mozgov        | Lorraine McNamara / Quinn Carpenter        | Oleksandra Nazárova / Maksim Nikitin      |
| 2016 | Debrecen         | Lorraine McNamara / Quinn Carpenter     | Rachel Parsons / Michael Parsons           | Ala Lobodá / Pável Drozd                  |
| 2017 | Taipéi           | Rachel Parsons / Michael Parsons        | Ala Lobodá / Pável Drozd                   | Christina Carreira / Anthony Ponomarenko  |
| 2018 | Sofía            | Anastasiya Skoptsova / Kiril Alioshin   | Christina Carreira / Anthony Ponomarenko   | Arina Ushakova / Maksim Nekrásov          |
| 2019 | Zagreb           | Marjorie Lajoie / Zachary Lagha         | Yelizaveta Judaiberdíyeva / Nikita Nazárov | Sofía Shevchenko / Ígor Yeriómenko        |
| 2020 | Tallin           | Avonley Nguyen / Vadym Kolésnik         | Mariya Kazakova / Gueorgui Réviya          | Yelizaveta Shanáyeva / Dévid Naryzhni     |
| 2021 | Harbin           |                                         |                                            |                                           |